# Église Saint-Hilaire de Lémeré
L'église Saint-Hilaire est une église catholique située à Lémeré, en France.

## Localisation
L'église est située dans le département français d'Indre-et-Loire, sur la commune de Lémeré.

## Historique
L'édifice, datant du XIIe siècle, est classé au titre des monuments historiques en 1921.
Le clocher, édifié au XVe siècle, est constitué, en sa base, par une tour carrée épaulée de contreforts aux angles, et se termine par une flèche octogonale [2].